# Adrienne Souza
Adrienne Souza (Belém, 1 de outubro de 1995) é uma jogadora brasileira de basquete em cadeiras de rodas.

## Biografia
Em 2011, Adrienne sofreu um acidente envolvendo uma motocicleta, o que resultou na amputação da perna direita. Apenas dois meses após o acidente, uma colega jogadora de basquete a convidou para conhecer o esporte.
Ela foi convocada para a Seleção Brasileira de Basquete sobre Rodas em 2017 e, no mesmo ano, conquistaram o bronze na Copa das Américas e o ouro no Campeonato Sul-Americano.
Em 2021 ela vence o Campeonato Brasileiro feminino de basquete em cadeira de rodas, pelo All Star Rodas. E em 2022 ela fez parte das atletas do clube a serem convocadas para jogar pela Seleção Brasileira nas Competições Sul-Americanas.

## Títulos
Copa das Américas
- Bronze: 2017[1]

Campeonato Sul-Americano
- Ouro: 2017 (Peru)[1][3]

Jogos Parapan-Americanos
- Bronze: 2019 (Lima)[1]